# ヴィンツェント・リューベック
ヴィンツェント・リューベック（Vincent Lübeck 1654年 ブレーメン近郊パディングビュッテル - 1740年2月9日 ハンブルク）はドイツ盛期バロック音楽の作曲家・オルガニスト。同名の父親もオルガニストで、息子も同名（したがって3代続けてヴィンツェントと名乗った）。リューベックの姓は、当時の北ドイツの商業と音楽の中心地、リューベックに由来する。

## 生涯
少年時代をフレンスブルクに過ごす。1675年にシュターデのオルガニストとなり、演奏家・作曲家・教師として名声を勝ち得る。1702年にハンブルクの聖ニコライ教会に地位を得、終生にわたってこの座にあった（最晩年には同名の息子の輔佐を受けた）。この教会のパイプオルガンは、名匠アルプ・シュニットガーによって建造された、世界で最も美麗なオルガンの一つであった（ただし1842年の大火災により焼失）。
バッハは青年時代にハンブルクを訪ねた折に、ラインケンだけでなく、リューベックの演奏にも触れており、バッハの初期のオルガン作品には、両者の影響が歴然としている（またバッハは後年、リューベックやクーナウと同じく、自作の『クラヴィーア練習曲集』を世に送り出している）。

## 作品
長い生涯のわりに、ごく僅かな作品数しか現存しない。記念碑的なコラール《主イエス・キリストよ、われ汝の名を呼ぶ "Ich ruf zu Dir Herr Jesu Christ"》と6曲の《前奏曲とフーガ》のほか、4つのカンタータとコンチェルタート様式による1つのモテットがあり、チェンバロのための『クラヴィーア練習曲集』には《組曲ト長調》が含まれている。